# تشارلز إل. سكوت
تشارلز إل. سكوت (بالإنجليزية: Charles L. Scott)‏ هو محامي ودبلوماسي وسياسي أمريكي، ولد في 23 يناير 1827 في الولايات المتحدة، وتوفي في 30 أبريل 1899. حزبياً، نشط في الحزب الديمقراطي. انتخب سفير وانتخب عضو مجلس النواب الأمريكي.